# Circuit Het Nieuwsblad féminin 2017
Pour la course masculine, voir Circuit Het Nieuwsblad 2017.
La 12e édition du Circuit Het Nieuwsblad féminin a eu lieu le 25 février 2017. La course fait partie du calendrier international féminin UCI 2017 en catégorie 1.1. C'est également la première épreuve internationale disputée en Europe pour les féminines et est considérée comme le début de la saison des classiques. La course est remportée par la Néerlandaise Lucinda Brand.

## Présentation

### Parcours
L'arrivée et le départ sont situés à Gand sur une distance de 124 km.
Neuf monts sont au programme de cette édition, dont certains recouverts de pavés :
| Mont | Nom            | Km   | Revêtement | Longueur (m) | Pente moyenne | Pente maxi | Km de l'arrivée |
| ---- | -------------- | ---- | ---------- | ------------ | ------------- | ---------- | --------------- |
| 1    | Nokereberg     | 27,9 | asphalte   |              |               |            | 96,3            |
| 2    | Tiegemberg     | 43,1 | asphalte   | 750          | 5,6 %         |            | 81,1            |
| 3    | Kluisberg      | 53,2 | asphalte   | 1000         | 8 %           | 13 %       | 71,0            |
| 4    | Côte de Trieu  | 60,6 | asphalte   | 1000         | 8 %           | 13 %       | 63,6            |
| 5    | Paterberg      | 64,2 | pavés      | 360          | 12,9 %        | 20,3 %     | 60,0            |
| 6    | Kortekeer (nl) | 69,3 | asphalte   | 1 000        | 6,4 %         | 17 %       | 54,9            |
| 7    | Ladeuze        | 75,9 | asphalte   | 1 200        |               |            | 48,3            |
| 8    | Wolvenberg     | 79,4 | asphalte   | 645          | 7,9 %         | 17,3 %     | 44,8            |
| 9    | Molenberg      | 88,9 | pavés      | 463          | 7 %           | 14,2 %     | 35,3            |

En plus des traditionnels monts, il y a sept secteurs pavés :
| Secteur | Nom                   | Km    | Longueur (m) | Km de l'arrivée |
| ------- | --------------------- | ----- | ------------ | --------------- |
| 1       | Mariaborrestraat      | 71,4  | 1 100        | 52,8            |
| 2       | Ruitersstraat (nl)    | 79,5  | 800          | 44,7            |
| 3       | Karel Martelstraat    | 80,8  | 1 300        | 43,4            |
| 4       | Holleweg              | 82,2  | 350          | 42,0            |
| 5       | Paddestraat           | 93,8  | 2 300        | 30,4            |
| 6       | Lippenhovestraat (nl) | 96,4  | 1 300        | 27,8            |
| 7       | Lange Munte (nl)      | 103,4 | 2 500        | 20,8            |

### Équipes
| Équipes féminines professionnelles (23)- Alé Cipollini Galassia - Astana Women's Team - BePink Cogeas - Bizkaia-Durango - Boels Dolmans - Canyon-SRAM - Cervélo Bigla - Colavita-Bianchi - Cylance Pro Cycling - Drops - FDJ-Nouvelle Aquitaine-Futuroscope - Hitec Products - Lares-Waowdeals Women Cycling Team - Lensworld-Kuota - Lointek - Lotto Soudal - Orica-Scott - Parkhotel Valkenburg-Destil Cycling Team - Sport Vlaanderen-Etixx - Sunweb - VéloCONCEPT Women - Wiggle High5 - WM3 Pro Cycling Équipe nationale- Allemagne Équipe féminines amateur (4)- Autoglas Wetteren - Isorex - Keukens Redant - Wielerclub de sprinters Malderen |
| |

## Récit de la course
Le début de course est animé par Demmy Druyts. Elle compte jusqu'à trois minutes trente d'avance sur le peloton, mais le vent de face finit par avoir raison d'elle au bout de cinquante kilomètres. La côte du Trieu étire le peloton, qui se disloque complètement après le Paterberg. Ellen van Dijk part alors avec Elisa Longo Borghini. Un premier groupe de poursuite est constitué d'Elena Cecchini, Lotte Kopecky, Christine Majerus et Gracie Elvin, mais le peloton le reprend. Les deux coureuses de tête comptent alors une minute et demi d'avance. Le Molenberg permet à un nouveau groupe de poursuite de prendre le large. Il comprend Lotte Kopecky, Lucinda Brand, Chantal Blaak, Annemiek van Vleuten et Amanda Spratt. La jonction avec la tête s'opère à seize kilomètres de l'arrivée. Le groupe se scinde immédiatement. Annemiek van Vleuten, Amanda Spratt et Lotte Kopecky sont distancées. Si les deux premières finissent par rentrer, ce n'est pas le cas de la dernière. À sept kilomètres de l'arrivée, Lucinda Brand pourtant bonne sprinteuse, profitant du surnombre de l'équipe Sunweb, attaque. Elle n'est plus revue. Derrière, Chantal Blaak se classe deuxième devant Annemiek van Vleuten. Le sprint du peloton est réglé par Jolien D'Hoore.

## Classements

### Classement final
| \| Classement général \| Classement général \| Classement général \| Classement général \| Classement général \| \| Coureuse \| Coureuse \| Pays \| Équipe \| Temps \| \| ------------------ \| -------------------- \| ------------------ \| ------------------ \| ------------------ \| \| 1re \| Lucinda Brand \| Pays-Bas \| Sunweb \| 3 h 19 min 58 s \| \| 2e \| Chantal Blaak \| Pays-Bas \| Boels Dolmans \| + 15 s \| \| 3e \| Annemiek van Vleuten \| Pays-Bas \| Orica-Scott \| + 15 s \| \| 4e \| Ellen van Dijk \| Pays-Bas \| Sunweb \| + 15 s \| \| 5e \| Elisa Longo Borghini \| Italie \| Wiggle High5 \| + 15 s \| \| 6e \| Amanda Spratt \| Australie \| Orica-Scott \| + 28 s \| \| 7e \| Jolien D'Hoore \| Belgique \| Wiggle High5 \| + 1 min 47 s \| \| 8e \| Sheyla Gutiérrez \| Espagne \| Cylance \| + 1 min 47 s \| \| 9e \| Danielle King \| Royaume-Uni \| Cylance \| + 1 min 47 s \| \| 10e \| Gracie Elvin \| Australie \| Orica-Scott \| + 1 min 47 s \| |                      |             |               |                 |
| |                      |             |               |                 |
| Sources : ProCyclingStats Cycling Quotient |                      |             |               |                 |
| Classement général |                      |             |               |                 |
| Coureuse | Coureuse             | Pays        | Équipe        | Temps           |
| 1re | Lucinda Brand        | Pays-Bas    | Sunweb        | 3 h 19 min 58 s |
| 2e | Chantal Blaak        | Pays-Bas    | Boels Dolmans | + 15 s          |
| 3e | Annemiek van Vleuten | Pays-Bas    | Orica-Scott   | + 15 s          |
| 4e | Ellen van Dijk       | Pays-Bas    | Sunweb        | + 15 s          |
| 5e | Elisa Longo Borghini | Italie      | Wiggle High5  | + 15 s          |
| 6e | Amanda Spratt        | Australie   | Orica-Scott   | + 28 s          |
| 7e | Jolien D'Hoore       | Belgique    | Wiggle High5  | + 1 min 47 s    |
| 8e | Sheyla Gutiérrez     | Espagne     | Cylance       | + 1 min 47 s    |
| 9e | Danielle King        | Royaume-Uni | Cylance       | + 1 min 47 s    |
| 10e | Gracie Elvin         | Australie   | Orica-Scott   | + 1 min 47 s    |

### Points UCI
| Position,          | 1er | 2e | 3e | 4e | 5e | 6e | 7e | 8e | 9e | 10e | 11e | 12e | 13e | 14e | 15e | 16e | 17e | 18e |
| Classement général | 80  | 60 | 45 | 35 | 30 | 25 | 21 | 18 | 15 | 12  | 10  | 8   | 6   | 5   | 4   | 3   | 2   | 1   |

## Liste des participants
| Légende | Légende                                                                    | Légende | Légende                                                    |
| ------- | -------------------------------------------------------------------------- | ------- | ---------------------------------------------------------- |
| Num     | Dossard de départ porté par le coureur sur ce Circuit Het Nieuwsblad       | Pos     | Position à l'arrivée de la course                          |
|         | Indique un maillot de champion national ou mondial, suivi de sa spécialité | NP      | Indique un coureur qui n'a pas pris le départ de la course |
| AB      | Indique un coureur qui n'a pas terminé la course                           | HD      | Indique un coureur qui a terminé la course hors des délais |

| Boels Dolmans DLT              | Boels Dolmans DLT               | Boels Dolmans DLT |
| ------------------------------ | ------------------------------- | ----------------- |
| Num                            | Coureur                         | Pos               |
| 1                              | Chantal Blaak (NED)             | 2e                |
| 2                              | Amy Pieters (NED)               | 24e               |
| 3                              | Karol-Ann Canuel (CAN)          | 36e               |
| 4                              | Megan Guarnier (USA) (route)    | 21e               |
| 5                              | Christine Majerus (LUX) (route) | 23e               |
| 6                              | Amalie Dideriksen (DEN) (route) | 44e               |
| Directeur sportif : Danny Stam |                                 |                   |

| Lotto Soudal LBL                     | Lotto Soudal LBL          | Lotto Soudal LBL |
| ------------------------------------ | ------------------------- | ---------------- |
| Num                                  | Coureur                   | Pos              |
| 11                                   | Lotte Kopecky (BEL)       | 11e              |
| 12                                   | Annelies Dom (BEL)        | 66e              |
| 13                                   | Kaat Van der Meulen (BEL) | 68e              |
| 14                                   | Jessie Daams (BEL)        | 71e              |
| 15                                   | Trine Schmidt (DEN)       | 65e              |
| 16                                   | Isabelle Beckers (BEL)    | 85e              |
| Directeur sportif : Liesbet de Vocht |                           |                  |

| Sport Vlaanderen-Etixx SVG       | Sport Vlaanderen-Etixx SVG | Sport Vlaanderen-Etixx SVG |
| -------------------------------- | -------------------------- | -------------------------- |
| Num                              | Coureur                    | Pos                        |
| 21                               | Kelly Druyts (BEL)         | 86e                        |
| 22                               | Demmy Druyts (BEL)         | AB                         |
| ?                                | Gilke Croket (BEL)         | 91e                        |
| ?                                | Fien Delbaere (BEL)        | AB                         |
| 25                               | Kelly Van den Steen (BEL)  | 37e                        |
| 26                               | Valerie Demey (BEL)        | 22e                        |
| Directeur sportif : Dayv Wijnant |                            |                            |

| Lensworld-Kuota LWK                     | Lensworld-Kuota LWK        | Lensworld-Kuota LWK |
| --------------------------------------- | -------------------------- | ------------------- |
| Num                                     | Coureur                    | Pos                 |
| 31                                      | Maaike Polspoel (BEL)      | 64e                 |
| 32                                      | Kim de Baat (BEL)          | 87e                 |
| 33                                      | Tatiana Guderzo (ITA)      | 27e                 |
| 34                                      | Kaat Hannes (BEL) (route)  | 50e                 |
| 35                                      | Nathalie Verschelden (BEL) | 98e                 |
| 36                                      | Tetiana Riabchenko (UKR)   | 93e                 |
| Directeur sportif : Heidi Van De Vijver |                            |                     |

| Lares-Waowdeals Women LWW       | Lares-Waowdeals Women LWW | Lares-Waowdeals Women LWW |
| ------------------------------- | ------------------------- | ------------------------- |
| Num                             | Coureur                   | Pos                       |
| 42                              | Sarah Inghelbrecht (BEL)  | 74e                       |
| 44                              | Sofie de Vuyst (BEL)      | 20e                       |
| ?                               | Amélie Rivat (FRA)        | 99e                       |
| ?                               | Daniela Reis (POR)        | 70e                       |
| ?                               | Sarah Rijkes (AUT)        | 77e                       |
| Directeur sportif : Marc Bracke |                           |                           |

| Wiggle High5 WHT                  | Wiggle High5 WHT            | Wiggle High5 WHT |
| --------------------------------- | --------------------------- | ---------------- |
| Num                               | Coureur                     | Pos              |
| 51                                | Jolien D'Hoore (BEL)        | 7e               |
| 52                                | Elisa Longo Borghini (ITA ) | 5e               |
| 53                                | Audrey Cordon (FRA)         | 33e              |
| 54                                | Julie Leth (DEN)            | 76e              |
| 55                                | Lucy Garner (GBR)           | AB               |
| 56                                | Claudia Lichtenberg (GER)   | 42e              |
| Directeur sportif : Martin Vestby |                             |                  |

| Alé Cipollini ALE                    | Alé Cipollini ALE       | Alé Cipollini ALE |
| ------------------------------------ | ----------------------- | ----------------- |
| Num                                  | Coureur                 | Pos               |
| 61                                   | Chloe Hosking (AUS)     | 25e               |
| 62                                   | Marta Bastianelli (ITA) | 51e               |
| 63                                   | Anna Trevisi (ITA)      | 94e               |
| 64                                   | Romy Kasper (GER)       | AB                |
| 65                                   | Janneke Ensing (NED)    | 29e               |
| 66                                   | Daiva Tušlaitė (LTU)    | 75e               |
| Directeur sportif : Fabiana Luperini |                         |                   |

| Astana Women's ASA                   | Astana Women's ASA       | Astana Women's ASA |
| ------------------------------------ | ------------------------ | ------------------ |
| Num                                  | Coureur                  | Pos                |
| 71                                   | Sofia Beggin (ITA)       | NP                 |
| 72                                   | Sofia Bertizzolo (ITA)   | NP                 |
| 73                                   | Arianna Fidanza (ITA)    | NP                 |
| 74                                   | Olena Pavlukhina (AZE)   | NP                 |
| 75                                   | Agnieszka Skalniak (POL) | NP                 |
| 76                                   | Lara Vieceli (ITA)       | NP                 |
| Directeur sportif : Giovanni Fidanza |                          |                    |

| Bepink BPK                             | Bepink BPK                    | Bepink BPK |
| -------------------------------------- | ----------------------------- | ---------- |
| Num                                    | Coureur                       | Pos        |
| 82                                     | Alison Jackson (CAN)          | 84e        |
| 83                                     | Ilaria Sanguineti (ITA)       | 69e        |
| 85                                     | Katia Ragusa (ITA)            | 78e        |
| ?                                      | Maria Vittoria Sperotto (ITA) | AB         |
| ?                                      | Olga Dobrynina (RUS)          | AB         |
| ?                                      | Margarita Syradoeva (RUS)     | AB         |
| Directeur sportif : Giuseppe Dioguardi |                               |            |

| Bizkaia - Durango BPD              | Bizkaia - Durango BPD          | Bizkaia - Durango BPD |
| ---------------------------------- | ------------------------------ | --------------------- |
| Num                                | Coureur                        | Pos                   |
| 91                                 | Spela Kern (SLO)               | AB                    |
| 92                                 | Lourdes Oyarbide Jimenez (ESP) | AB                    |
| 93                                 | Paola Munoz (CHI)              | 88e                   |
| 94                                 | Roos Hoogeboom (NED)           | AB                    |
| 95                                 | Yessica Pérez (ESP)            | AB                    |
| 96                                 | Lorena Llamas (ESP)            | AB                    |
| Directeur sportif : Denis Gonzales |                                |                       |

| Canyon-SRAM Racing LPR           | Canyon-SRAM Racing LPR       | Canyon-SRAM Racing LPR |
| -------------------------------- | ---------------------------- | ---------------------- |
| Num                              | Coureur                      | Pos                    |
| 101                              | Alena Amialiusik (BLR)       | 15e                    |
| 102                              | Lisa Brennauer (GER)         | 16e                    |
| 103                              | Elena Cecchini (ITA) (route) | 13e                    |
| 104                              | Tiffany Cromwell (AUS )      | 52e                    |
| 105                              | Alexis Ryan (USA )           | 48e                    |
| 106                              | Trixi Worrack (GER)          | 59e                    |
| Directeur sportif : Barry Austin |                              |                        |

| Cervélo Bigla CBT                    | Cervélo Bigla CBT           | Cervélo Bigla CBT |
| ------------------------------------ | --------------------------- | ----------------- |
| Num                                  | Coureur                     | Pos               |
| 111                                  | Lotta Lepistö (FIN) (route) | 18e               |
| 113                                  | Stephanie Pohl (GER)        | 40e               |
| 114                                  | Allie Dragoo (USA)          | 61e               |
| 116                                  | Cecilie Uttrup Ludwig (DEN) | 41e               |
| ?                                    | Lisa Klein (GER)            | 38e               |
| ?                                    | Clara Koppenburg (GER)      | 54e               |
| Directeur sportif : Jochen Dornbusch |                             |                   |

| Colavita Bianchi CVB                       | Colavita Bianchi CVB  | Colavita Bianchi CVB |
| ------------------------------------------ | --------------------- | -------------------- |
| Num                                        | Coureur               | Pos                  |
| 121                                        | Allison Whitney (USA) | AB                   |
| 122                                        | Kendelle Hodges (AUS) | AB                   |
| 123                                        | Abigail Mickey (USA)  | AB                   |
| 124                                        | Jessica Mundy (AUS)   | 96e                  |
| 125                                        | Amber Pierce (USA)    | AB                   |
| 126                                        | Astrid Gassner (AUT)  | 95e                  |
| Directeur sportif : Christopher N. Georgas |                       |                      |

| Cylance CPC                        | Cylance CPC                 | Cylance CPC |
| ---------------------------------- | --------------------------- | ----------- |
| Num                                | Coureur                     | Pos         |
| 131                                | Kirsten Wild (NED )         | 60e         |
| 132                                | Danielle King (GBR )        | 9e          |
| 133                                | Rossella Ratto (ITA )       | 79e         |
| 134                                | Sheyla Gutierrez Ruiz (ESP) | 8e          |
| 135                                | Małgorzata Jasińska (POL)   | 32e         |
| 136                                | Joëlle Numainville (CAN)    | 103e        |
| Directeur sportif : Manel Lacambra |                             |             |

| Drops DRP                      | Drops DRP                | Drops DRP |
| ------------------------------ | ------------------------ | --------- |
| Num                            | Coureur                  | Pos       |
| 141                            | Ann-Sophie Duyck (BEL)   | 14e       |
| 142                            | Alice Barnes (GBR)       | 30e       |
| 143                            | Abby-Mae Parkinson (GBR) | 67e       |
| 144                            | Annabel Simpson (GBR)    | AB        |
| 145                            | Rebecca Womersley (GBR)  | AB        |
| 146                            | Susanna Zorzi (ITA)      | AB        |
| Directeur sportif : Bob Varney |                          |           |

| FDJ-Nouvelle Aquitaine-Futuroscope FUT | FDJ-Nouvelle Aquitaine-Futuroscope FUT | FDJ-Nouvelle Aquitaine-Futuroscope FUT |
| -------------------------------------- | -------------------------------------- | -------------------------------------- |
| Num                                    | Coureur                                | Pos                                    |
| 151                                    | Roxane Knetemann (NED)                 | 62e                                    |
| 152                                    | Roxane Fournier (FRA)                  | 17e                                    |
| 153                                    | Shara Gillow (AUS)                     | 31e                                    |
| 154                                    | Greta Richioud (FRA)                   | AB                                     |
| 155                                    | Eugénie Duval (FRA)                    | 81e                                    |
| 156                                    | Charlotte Bravard (FRA)                | AB                                     |
| Directeur sportif : Nicolas Marche     |                                        |                                        |

| Hitec Products HPU               | Hitec Products HPU        | Hitec Products HPU |
| -------------------------------- | ------------------------- | ------------------ |
| Num                              | Coureur                   | Pos                |
| 161                              | Thea Thorsen (NOR)        | 83e                |
| 162                              | Ilona Hoeksma (NED)       | 90e                |
| 163                              | Charlotte Becker (GER)    | 53e                |
| 164                              | Nina Kessler (NED)        | AB                 |
| 165                              | Tone Hatteland Lima (NOR) | ?                  |
| 166                              | Miriam Bjornsrud (NOR)    | ?                  |
| Directeur sportif : Bart Lismont |                           |                    |

| Lointek LTK                             | Lointek LTK             | Lointek LTK |
| --------------------------------------- | ----------------------- | ----------- |
| Num                                     | Coureur                 | Pos         |
| 171                                     | Cristina Martinez (ESP) | AB          |
| 172                                     | Beatriu Gomez (ESP)     | AB          |
| ?                                       | Belén López (ESP)       | AB          |
| ?                                       | Ziortza Isasi (ESP)     | AB          |
| 175                                     | Alba Teruel (ESP)       | AB          |
| 176                                     | Eider Merino (ESP)      | 35e         |
| Directeur sportif : Maria Teodora Ruano |                         |             |

| WM3                                   | WM3                                | WM3 |
| ------------------------------------- | ---------------------------------- | --- |
| Num                                   | Coureur                            | Pos |
| 181                                   | Lauren Kitchen (AUS)               | 26e |
| 182                                   | Jeanne Korevaar (NED)              | 49e |
| 183                                   | Anouska Koster (NED) (route)       | 43e |
| 184                                   | Riejanne Markus (NED)              | 47e |
| 185                                   | Katarzyna Niewiadoma (NED) (route) | 12e |
| 186                                   | Moniek Tenniglo (NED)              | 46e |
| Directeur sportif : Jeroen Blijlevens |                                    |     |

| Orica-Scott ORS                | Orica-Scott ORS            | Orica-Scott ORS |
| ------------------------------ | -------------------------- | --------------- |
| Num                            | Coureur                    | Pos             |
| 191                            | Annemiek Van Vleuten (NED) | 3e              |
| 192                            | Gracie Elvin (AUS)         | 10e             |
| 193                            | Amanda Spratt (AUS)        | 6e              |
| 194                            | Sarah Roy (AUS)            | 28e             |
| 195                            | Jessica Allen (AUS)        | 56e             |
| 196                            | Jenelle Crooks (AUS)       | 57e             |
| Directeur sportif : Gene Bates |                            |                 |

| Parkhotel Valkenburg-Destil PVD | Parkhotel Valkenburg-Destil PVD | Parkhotel Valkenburg-Destil PVD |
| ------------------------------- | ------------------------------- | ------------------------------- |
| Num                             | Coureur                         | Pos                             |
| 201                             | Demi de Jong (NED)              | 101e                            |
| 202                             | Esra Tromp (NED)                | 100e                            |
| 203                             | Chanela Stougje (NED)           | AB                              |
| 204                             | Natalie van Gogh (NED)          | 63e                             |
| 205                             | Anna Knauer (GER)               | AB                              |
| 206                             | Esther van Veen (NED)           | 97e                             |
| Directeur sportif : Raymond Rol |                                 |                                 |

| Véloconcept TVW                        | Véloconcept TVW               | Véloconcept TVW |
| -------------------------------------- | ----------------------------- | --------------- |
| Num                                    | Coureur                       | Pos             |
| 211                                    | Camilla Pedersen (DEN)        | 45e             |
| 212                                    | Christina Siggaard (DEN)      | 19e             |
| 213                                    | Pernille Mathiesen (DEN)      | 82e             |
| 214                                    | Doris Schweizer (SUI) (route) | AB              |
| 215                                    | Sara Penton (SWE)             | 73e             |
| 216                                    | Sara Mustonen (SWE)           | 80e             |
| Directeur sportif : Handberg Madsen Bo |                               |                 |

| Sunweb SUN                          | Sunweb SUN             | Sunweb SUN |
| ----------------------------------- | ---------------------- | ---------- |
| Num                                 | Coureur                | Pos        |
| 221                                 | Lucinda Brand (NED)    | 1re        |
| 222                                 | Leah Kirchmann (CAN)   | 39e        |
| 223                                 | Floortje Mackaij (NED) | 34e        |
| 224                                 | Rozanne Slik (NED)     | 58e        |
| 225                                 | Julia Soek (NED )      | 55e        |
| 226                                 | Ellen van Dijk (NED)   | 4e         |
| Directeur sportif : Hans Timmermans |                        |            |

| Sélection nationale allemande   | Sélection nationale allemande | Sélection nationale allemande |
| ------------------------------- | ----------------------------- | ----------------------------- |
| Num                             | Coureur                       | Pos                           |
| 232                             | Gudrun Stock (GER )           | AB                            |
| 233                             | Laura Süßemilch (GER )        | AB                            |
| 235                             | Lisa Küllmer (GER )           | AB                            |
| ?                               | Inga Rodieck (GER )           |                               |
| ?                               | Wiebke Rodieck (GER )         | 72e                           |
| ?                               | Kathrin Hammes (GER )         | AB                            |
| Directeur sportif : Andre Korff |                               |                               |

| Keukens Redant                     | Keukens Redant            | Keukens Redant |
| ---------------------------------- | ------------------------- | -------------- |
| Num                                | Coureur                   | Pos            |
| 241                                | Lensy Debboudt (BEL)      | AB             |
| 242                                | Evelien Debboudt (BEL)    | AB             |
| 243                                | Stefanie Deceuninck (BEL) | AB             |
| 244                                | Brenda Goessens (BEL)     | AB             |
| 245                                | Claudia Jongerius (NED)   | AB             |
| 246                                | Ine Allaert (BEL)         | 89e            |
| Directeur sportif : Andy de Decker |                           |                |

| Wielerclub de sprinters Malderen | Wielerclub de sprinters Malderen | Wielerclub de sprinters Malderen |
| -------------------------------- | -------------------------------- | -------------------------------- |
| Num                              | Coureur                          | Pos                              |
| 251                              | Dorrottya Kanti (HUN)            | AB                               |
| 252                              | Pia De Quint (BEL)               | AB                               |
| 253                              | Mie Bjørndal Ottestad (NOR)      | AB                               |
| 254                              | Laura Van Geyt (BEL)             | AB                               |
| 255                              | Emmy Andersson (SWE)             | AB                               |
| 256                              | Kelly Lambrecht (BEL)            | AB                               |
| Directeur sportif : Ilse Fiers   |                                  |                                  |

| Isorex                                 | Isorex                 | Isorex |
| -------------------------------------- | ---------------------- | ------ |
| Num                                    | Coureur                | Pos    |
| 261                                    | Laura Vainionpää (FIN) | 92e    |
| 262                                    | Chane Jonker (RSA)     | AB     |
| 263                                    | Megan Chard (GBR)      | AB     |
| 264                                    | Lana Petit (BEL)       | AB     |
| ?                                      | Claire Thomas (GBR)    | AB     |
| ?                                      | Kelly Kalm (GBR)       | AB     |
| Directeur sportif : Fabian Helderweirt |                        |        |

| Autoglas Wetteren               | Autoglas Wetteren          | Autoglas Wetteren |
| ------------------------------- | -------------------------- | ----------------- |
| Num                             | Coureur                    | Pos               |
| 271                             | Sarah Borremans (BEL)      | AB                |
| 272                             | Steffy Van den Haute (BEL) | AB                |
| 273                             | Naïka Deneef (BEL)         | AB                |
| 274                             | Lara Defour (BEL)          | AB                |
| 275                             | Kim Van den Steen (BEL)    | AB                |
| 276                             | Estafania Pilz (ARG)       | 102e              |
| Directeur sportif : Jos Coolens |                            |                   |

Source. Corrigée avec le classement d'arrivée.